# Kanton Le Pont-de-Beauvoisin (Savoie)
Der Kanton Le Pont-de-Beauvoisin ist seit 1860 ein französischer Wahlkreis im Département Savoie in der Region Auvergne-Rhône-Alpes. Er umfasst 27 Gemeinden im Arrondissement Chambéry und hat seinen Hauptort (frz.: bureau centralisateur) in Le Pont-de-Beauvoisin. Er wurde im Rahmen der landesweiten Neuordnung der Kantone 2015 erheblich vergrößert und nahm unter anderen die Gemeinden des aufgelösten Kantons Les Échelles auf.

## Gemeinden
Der Kanton besteht aus 27 Gemeinden mit insgesamt 21.838 Einwohnern (Stand: 2022) auf einer Gesamtfläche von 271,81 km²:
| Gemeinde                     | Einwohner 1. Januar 2022 | Fläche km² | Dichte Einw./km² | Code INSEE | Postleitzahl |
| ---------------------------- | ------------------------ | ---------- | ---------------- | ---------- | ------------ |
| Aiguebelette-le-Lac          | 247                      | 7,91       | 31               | 73001      | 73610        |
| Attignat-Oncin               | 572                      | 18,46      | 31               | 73022      | 73610        |
| Ayn                          | 390                      | 7,44       | 52               | 73027      | 73470        |
| Belmont-Tramonet             | 512                      | 5,46       | 94               | 73039      | 73330        |
| Corbel                       | 155                      | 10,31      | 15               | 73092      | 73160        |
| Domessin                     | 1.999                    | 9,83       | 203              | 73100      | 73330        |
| Dullin                       | 493                      | 5,31       | 93               | 73104      | 73610        |
| Entremont-le-Vieux           | 646                      | 33,01      | 20               | 73107      | 73670        |
| La Bauche                    | 541                      | 6,58       | 82               | 73033      | 73360        |
| La Bridoire                  | 1.206                    | 6,18       | 195              | 73058      | 73520        |
| Lépin-le-Lac                 | 466                      | 5,11       | 91               | 73145      | 73610        |
| Le Pont-de-Beauvoisin        | 2.106                    | 1,83       | 1.151            | 73204      | 73330        |
| Les Échelles                 | 1.270                    | 3,75       | 339              | 73105      | 73360        |
| Montagnole                   | 1.000                    | 11,30      | 88               | 73160      | 73000        |
| Nances                       | 534                      | 9,90       | 54               | 73184      | 73470        |
| Saint-Alban-de-Montbel       | 685                      | 4,55       | 151              | 73219      | 73610        |
| Saint-Béron                  | 1.720                    | 8,66       | 199              | 73226      | 73520        |
| Saint-Cassin                 | 1.009                    | 14,79      | 68               | 73228      | 73160        |
| Saint-Christophe             | 538                      | 11,01      | 49               | 73229      | 73360        |
| Saint-Franc                  | 155                      | 7,25       | 21               | 73233      | 73360        |
| Saint-Jean-de-Couz           | 303                      | 7,71       | 39               | 73246      | 73160        |
| Saint-Pierre-d’Entremont     | 404                      | 18,36      | 22               | 73274      | 73670        |
| Saint-Pierre-de-Genebroz     | 327                      | 6,14       | 53               | 73275      | 73360        |
| Saint-Sulpice                | 820                      | 8,82       | 93               | 73281      | 73160        |
| Saint-Thibaud-de-Couz        | 1.097                    | 24,17      | 45               | 73282      | 73160        |
| Verel-de-Montbel             | 339                      | 3,74       | 91               | 73309      | 73330        |
| Vimines                      | 2.304                    | 14,23      | 162              | 73326      | 73160        |
| Kanton Le Pont-de-Beauvoisin | 21.838                   | 271,81     | 80               | 7314       | –            |

Bis zur Neuordnung gehörten zum Kanton Le Pont-de-Beauvoisin die 12 Gemeinden Aiguebelette-le-Lac, Ayn, Belmont-Tramonet, Domessin, Dullin, La Bridoire, Le Pont-de-Beauvoisin, Lépin-le-Lac, Nances, Saint-Alban-de-Montbel, Saint-Béron und Verel-de-Montbel. Sein Zuschnitt entsprach einer Fläche von 75,92 km2. Er besaß vor 2015 einen anderen INSEE-Code als heute, nämlich 7321.

## Politik
| Vertreter im Départementsrat | Vertreter im Départementsrat | Vertreter im Départementsrat |
| Amtszeit                     | Namen                        | Partei                       |
| ---------------------------- | ---------------------------- | ---------------------------- |
| 1979–2011                    | Pierre Cruvieux              | DVD                          |
| 2011–2015                    | Gilbert Guigue               | parteilos                    |
| 2015–                        | Gilbert Guigue Corine Wolff  | –                            |